# NGC 4743
NGC 4743 est une galaxie lenticulaire située dans la constellation du Centaure. Sa vitesse par rapport au fond diffus cosmologique est de 3 264 ± 26 km/s, ce qui correspond à une distance de Hubble de 48,1 ± 3,4 Mpc (∼157 millions d'al). NGC 4743 a été découverte par l'astronome britannique John Herschel en 1834.
À ce jour, six mesures non basées sur le décalage vers le rouge (redshift) donnent une distance de 35,200 ± 7,401 Mpc (∼115 millions d'al), ce qui est à l'extérieur des valeurs de la distance de Hubble. Notons que c'est avec la valeur moyenne des mesures indépendantes, lorsqu'elles existent, que la base de données NASA/IPAC calcule le diamètre d'une galaxie et qu'en conséquence le diamètre de NGC 4743 pourrait être d'environ 36,1 kpc (∼118 000 al) si on utilisait la distance de Hubble pour le calculer.

## Groupe de NGC 4696
Selon A.M. Garcia, NGC 4743 est un membre du groupe de NGC 4696 qui compte au moins 79 galaxies. Les autres galaxies du New General Catalogue et de l'Index Catalogue de ce groupe sont NGC 4373, NGC 4499, NGC 4507, NGC 4553, NGC 4573, NGC 4601, NGC 4650, NGC 4672, NGC 4677, NGC 4681, NGC 4683, NGC 4696, NGC 4729, NGC 4744, NGC 4767, NGC 4811, NGC 4812, NGC 4832, IC 3290 et IC 3370.
Le groupe de NGC 4696 fait partie de l'amas du Centaure, un des amas du superamas de l'Hydre-Centaure.